# Kelemen Béla (politikus)
Kelemen Béla (Szeged, 1863. március 13. – Budapest, 1944. február 2.) jogász, ügyvéd, függetlenségi párti politikus, országgyűlési képviselő, Csongrád vármegye és Szeged főispánja, Szeged város törvényhatósági bizottságának örökös tagja.

## Életrajza
Édesapja, Kelemen István (1833–1926) szintén ügyvéd, később városi tiszti főügyész volt. Kelemen Béla jogi tanulmányait a budapesti, a heidelbergi, a berlini és a kolozsvári egyetemen végezte, később Budapesten jogi doktorátust szerzett. Szegeden 1894-ben ügyvédi irodát nyitott. 1890 és 1895 között a dorozsmai járás főszolgabírája volt.
1902-ben a tápéi kerületben egy időközi választáson lett először a parlament tagja a Függetlenségi és Negyvennyolcas Párt programjával. Az 1905-ös és az 1906-os választásokat is itt nyerte meg. 1910-ben viszont Szeged kettes számú választókörzetében indult és nyert mandátumot. Közben 1906 és 1910 között, majd 1917-től újra Csongrád vármegye és Szeged város főispánja lett.
1919-ben elnöke volt a szegedi Antibolsevista Comiténak, utána a szegedi ellenforradalmi kormány belügyminisztere lett 1919. május 30. és július 12. között, azután pedig Szeged kerületi kormánybiztosi tisztjét töltötte be. Később tevékenykedett a Szegedi Területvédő Liga elnökeként, az irredenta revíziós propagandát szervezve.
Neje szigetszentmiklósi Bakonyi Szeréna volt. Kelemen Béla 1944. február 2-án, élete 81., házassága 44. évében hunyt el, örök pihenőre helyezték 1944. február 5-én délután a Farkasréti temetőben a római katolikus egyház szertartása szerint.